# Rheinischer Städtebund
Ein Rheinischer Städtebund kam zweimal in der Geschichte zustande. Der erste und wichtigere Städtebund entstand Mitte des 13. Jahrhunderts, der zweite war ein Vorläufer des Süddeutschen Städtebunds gegen Ende des 14. Jahrhunderts. In beiden Fällen stellten die Städte Mainz und Worms den konstituierenden Mittelpunkt dar, weitere bedeutende – überwiegend südwestdeutsche – Städte schlossen sich an.

## Erster Rheinischer Städtebund

### Geschichte
Der erste Rheinische Städtebund bestand vom 13. Juli 1254 bis 1257 und umfasste 59 Städte und später auch Territorialfürsten.
Die Initiative, den Rheinischen Städtebund zu gründen, ging vom Mainzer Patrizier Arnold Walpod sowie vom Mainzer Stadtkämmerer Arnold von Thurn und von Worms aus. Diese beiden Städte schlossen bereits im Februar 1254 einen bilateralen Vertrag, dem noch im Frühjahr 1254 ein Bund mit den Städten Oppenheim und Bingen folgte. Im Juli 1254 wurde der Bund auf dem Tag von Mainz durch Köln, Worms, Speyer, Straßburg, Basel und weitere ungenannte Städte geschlossen.
Motiv der Gründung war die Unsicherheit im Heiligen Römischen Reich zur Zeit des Interregnums. Der Rheinische Städtebund fußte auf dem Mainzer Landfrieden von 1235. Er wandte sich gegen Fehden und setzte Regelungen für Konfliktfälle fest. So wurde ein auf 10 Jahre befristeter Friedensvertrag beschlossen. Hauptzweck des Bundes war die „Wiederherstellung des Friedens und Rechts und die Wahrung von Frieden und Recht“. Weiter legte der Vertrag fest, „dass der beschworene Frieden für jeden innerhalb des Bundes Geltung haben müsse, für Arme und Reiche, Ordens- und Weltgeistliche, Laien wie auch  Juden gleichermaßen“. Eine Kriegsflotte auf dem Rhein sollte die Schifffahrt schützen. Ferner wollten die Städte ein Gegengewicht zu den Landesfürsten schaffen. Sie forderten die Abschaffung der etwa 30 Rheinzölle, die den Handel stark behinderten.
Mit dem Städtebund erlangten die darin Organisierten ein so erhebliches politisches Gewicht, dass sie – erstmals belegt auf der Reichsversammlung in Worms 1255 – durch Gesandte vollwertig mitagierten. In einem Abschlussdokument der Reichsversammlung verkündete König Wilhelm Entscheidungen in Gegenwart […] der Boten aller von Basel abwärts zum landfrieden verbundenen Städte. Dies stellt eine Vorform des Reichsstädtekollegiums auf späteren Reichstagen dar.

### Organisation
Mitglieder waren unter anderem Mainz, Worms, Speyer, Basel, Straßburg, Freiburg im Breisgau, Zürich, Alsfeld, Oppenheim, Bingen, Frankfurt, Köln, Aachen, Wetzlar, Duisburg, Würzburg („Beitritt“), Mühlhausen und Friedberg, aber auch weit entfernte Städte wie Bremen, Lübeck, Nürnberg und Regensburg sowie kleinere Städte wie etwa Schriesheim und Grünberg. Auch wenn sich unter den 59 Mitgliedsstädten dieses Rheinischen Städtebundes 16 westfälische Städte (darunter Ahlen) befanden, also fast ein Drittel der Mitglieder, ist die bisweilen vorkommende Bezeichnung „Rheinisch-Westfälischer Städtebund“ für diesen Bund irreführend.
Der Rheinische Städtebund hatte eine Bundesversammlung, die vierteljährlich tagen sollte und eine eigene Rheinflotte. Nach der Gründungsversammlung in Mainz fand die zweite Bundesversammlung am 6. Oktober 1254 in Worms statt. Weitere Versammlungen kamen am 29. Juni 1255 und Silvester 1255 zustande. Die Bundesversammlungen vom 26. Mai und vom 15. August 1256 wurden von den Fürsten nicht mehr besucht, so dass ein Verfall des Bundes einsetzte.
Eine Besonderheit gegenüber anderen Städtebünden war die zunehmende Mitgliedschaft von Landesherren. Er verlieh diesem Zusammenschluss gegenüber anderen Bünden eine herausragendere Stellung, andererseits erhöhte die adlige Mitgliedschaft das Konfliktpotential.

## Zweiter Rheinischer Städtebund
Am 20. März 1381 bildete sich ein zweiter Rheinischer Städtebund, dem unter anderem die Städte Frankfurt, Mainz, Worms, Speyer und Straßburg angehören. Dieser Bund schloss sich jedoch schon im gleichen Jahr mit dem Schwäbischen Bund zum Süddeutschen Städtebund zusammen, der aber 1388 in der Schlacht bei Döffingen von Graf Eberhard II. von Württemberg besiegt und 1389 mit dem Landfrieden von Eger aufgelöst werden musste.